# &CAST!!!アワー ラブエール!
『&CAST!!!アワー ラブエール!』は、文化放送制作で「&CAST!!!」にて2019年1月7日から2020年3月27日まで配信された簡易動画付きのインターネットラジオ番組。

## 概要
この番組では、10人の若手男性声優が自身たちのことをもっとよく知ってもらえるように、またもっと応援してもらえるように、様々な企画にチャレンジしていく。番組配信中は、「&CAST!!!」内で視聴しながら遊べるゲームもある。
2019年4月からは、10人の若手女性声優が参加して毎日4人ずつの生配信が行われる。同年7月からは、2人でパーソナリティを務める番組へリニューアルされた。
また、同じ1月配信開始の『&CAST!!!アワー ラブテン!』にて、週替わりで番組アシスタントを担当した。

## 配信時間
| 本配信   | 本配信                                   | 本配信                       | 本配信                                |
| 配信元   | 配信時間                                 | 配信期間                     | 備考                                  |
| -------- | ---------------------------------------- | ---------------------------- | ------------------------------------- |
| &CAST!!! | 月曜 - 金曜 15:00 - 16:00                | 2019年1月7日 - 3月29日       | 配信時間のうち、約20 - 25分間のみ     |
| &CAST!!! | 月曜 - 金曜 13:00 - 17:45                | 2019年4月1日 - 6月28日       | 各時00から45分番組が4つ（15時を除く） |
| &CAST!!! | 月曜 - 金曜 13:30 - 15:00、16:00 - 17:45 | 2019年7月1日 - 2020年3月27日 | 90分番組が2つ                         |

## パーソナリティ
2019年1月7日 - 3月29日
- 月曜：梅田修一朗・澤田龍一
- 火曜：尾股未知也・堀之内仁
- 水曜：高橋信・田中文哉
- 木曜：峰岸佳・山口竜之介
- 金曜：小笠原仁・酒井広大

2019年4月1日 - 6月28日
- 月曜：梅田修一朗・澤田龍一・萩原あみ・藤井彩加
- 火曜：堀之内仁・尾股未知也・藤本彩花・長野佑紀
- 水曜：高橋信・田中文哉・イブ優里安・土師亜文
- 木曜：峰岸佳・山口竜之介・鶴野有紗・杉山綾菜
- 金曜：酒井広大・小笠原仁・武藤志織・望田ひまり

2019年7月1日 - 2020年3月27日
男性声優ペア
- 月曜：梅田修一朗・澤田龍一
- 火曜：堀之内仁・堀曜宏
- 水曜：高橋信・田中文哉
- 木曜：峰岸佳・山口竜之介
- 金曜：酒井広大・小笠原仁（9月以降、酒井広大に代わり松岡一平が担当）

女性声優ペア
- 月曜：萩原あみ・藤井彩加
- 火曜：藤本彩花・長野佑紀
- 水曜：イブ優里安・土師亜文
- 木曜：鶴野有紗・杉山綾菜
- 金曜：武藤志織・望田ひまり

## 構成作家
- 月曜：伊福部崇
- 火曜：
- 水曜：原田英尚
- 木曜：向清太朗・大嶺ケイシロウ
- 金曜：伊福部崇